# St Mary’s Tower
Der St Mary’s Tower, aufgrund seiner Lage auch Comino Tower genannt, ist eine während der Herrschaft des Johanniterordens 1618 erbaute Festung auf Malta. Der Turm steht auf der zwischen den Inseln Malta und Gozo im Gozokanal gelegenen Insel Comino. Er gehört zu einer Reihe von sieben Befestigungsanlagen, die während der Herrschaft des Großmeisters Alof de Wignacourt von 1609 bis 1620 erbaut worden sind und die als Wignacourt Towers bezeichnet werden. Er wurde in das Nationale Inventar der Kulturgüter der maltesischen Inseln aufgenommen.

## Vorgeschichte
Die Insel Comino kontrolliert aufgrund ihrer Lage den Gozokanal und damit auch den Schiffsverkehr zwischen der Hauptinsel und Gozo. Die Buchten der Insel, aber auch die Buchten im Nordteil der Hauptinsel waren von Korsaren genutzt wurden, um ihre Schiffe zu verbergen. Von diesen Positionen aus attackierten sie immer wieder den Schiffsverkehr um Malta. Trotz ihrer Bedeutung war die Insel lange Zeit unbefestigt geblieben. Erst 1618 ermöglichten die Ressourcen des Ordens den Bau einer Befestigungsanlage auf Gozo.

## Bau und Konstruktion

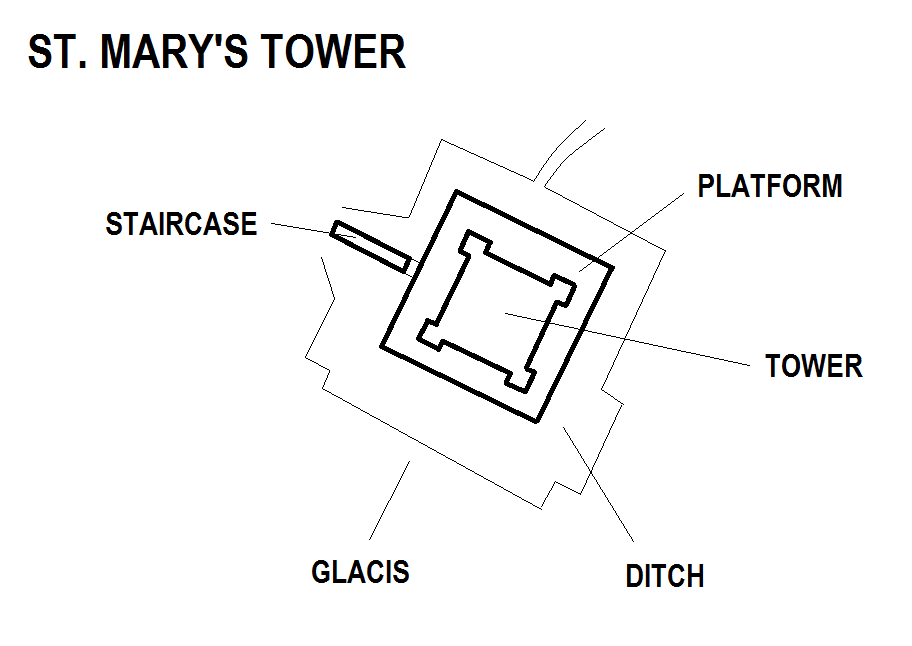
Plan des St Mary’s Tower

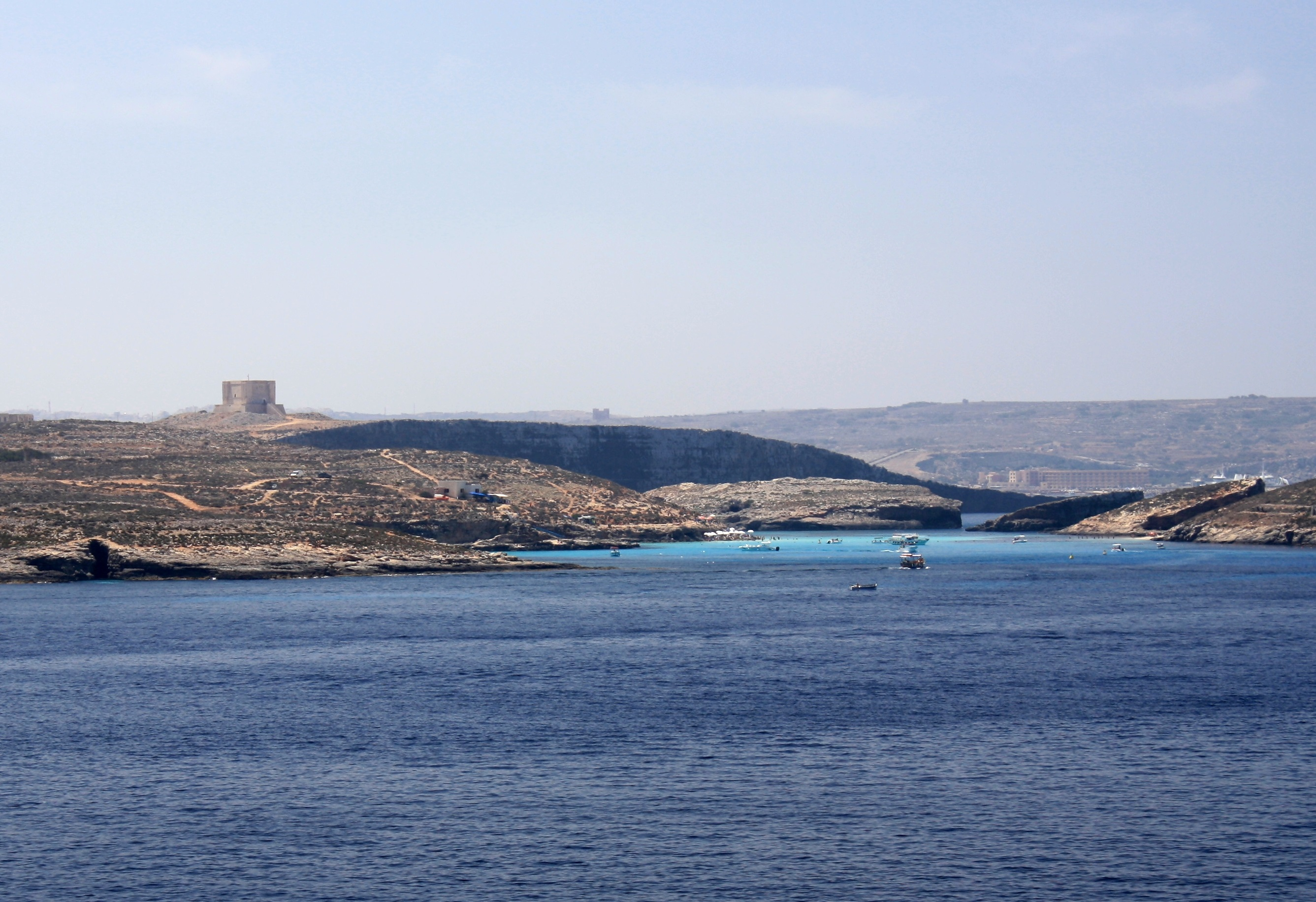
Blick von Gozo über den Gozo Channel zum St. Mary’s Tower mit dem St Agatha’s Tower auf Malta im Hintergrund

Der Turm wird gelegentlich dem maltesischen Architekten Vittorio Cassar zugeschrieben. Da Cassar aber vermutlich bereits 1607 verstarb, ist dies unwahrscheinlich. Wegen der isolierten Lage, die den Bau verkomplizierte, lagen die Baukosten höher als bei den anderen in dieser Zeit errichteten Türmen. Auch sollte der Turm längere Zeit einer Belagerung widerstehen können, da die Heranführung von Reserven nach Comino schwierig war. Deshalb wurde er massiver als die anderen Türme ausgeführt. Auch dies verteuerte den Bau. Die Kosten beliefen sich schließlich auf 18.628 Scudi.
Der Turm hat einen quadratischen Grundriss und vier Ecktürme. Die Ecktürme sind als Halbbastionen ausgebildet. Jedoch waren die Flanken dieser Bastionen sehr schmal. Auch lag die Basis der Kurtine in einer Linie mit der der Türme. Dies verringerte die Effektivität des flankierenden Feuers. Der gesamte Turm steht auf einem mächtigen, quadratischen Sockel, der ebenso wie der Turm aus Kalkstein gemauert wurde. Die sechs Meter dicken Mauern der Konstruktion ließen in jedem Stockwerk Platz für nur jeweils einen kleinen, mit einem Tonnengewölbe überwölbten Raum. Der Zugang lag auf der Rückseite des Turms und führte in das Erdgeschoss. Der Zutritt erfolgte über eine Treppe und eine Zugbrücke. Das flache, mit einer Brustwehr versehene Dach wurde über Treppen im Inneren des Turms erschlossen.
Der Turm war ursprünglich mit zehn größeren und sechs kleineren Kanonen ausgestattet. Die Besatzung bestand in Friedenszeiten aus sechzehn Soldaten.
Von der in ungefähr zwanzig Meter Höhe liegenden Plattform wurden auch Signale abgesetzt. Tagsüber geschah das durch Abfeuern einer der Kanonen, nachts durch ein Leuchtfeuer. Über eine aus Türmen gebildete Signalkette konnten so die Garnisonen auf Gozo und Malta alarmiert werden. Vom Turm aus besteht eine direkte Sichtverbindung zum Mġarr ix-Xini Tower auf Gozo und zum St Agatha’s Tower sowie zum Aħrax (White) Tower auf Malta.

## Erweiterungen im 18. Jahrhundert
Ab 1710 wurden die vorhandenen Türme an die Erfordernisse der modernen Kriegsführung angepasst. Zahlreiche Türme erhielten vorgelagerte Batterien, die nach einem einheitlichen Schema konstruiert waren. Auch unmittelbar vor dem St Mary's Tower wurde eine solche halbrunde Batterie angelegt, die Platz für sieben Geschütze bot. Im Zentrum der Batterie wurde ein Blockhaus als Unterkunft und Lagerraum erbaut.

## Französische Herrschaft
Während der französischen Besetzung der Inseln diente der Turm zunächst als Gefängnis. Mit Beginn des Aufstandes gegen die französischen Besatzer wurden die Geschütze des Turms und der Batterie ausgebaut und in Feldbefestigungen genutzt, von denen aus die französischen Truppen in Valletta beschossen wurden.

## Britische Kolonialherrschaft
Zu Beginn der britischen Kolonialherrschaft wurde der Turm zunächst weiter genutzt. Pläne von 1813 zum Ausbau kamen nicht zur Ausführung. 1828 wurde der Abbruch aller von den Ordensrittern angelegten Türme, Redoubts und Batterien vorgeschlagen und 1832 auch verfügt, jedoch blieb der St Mary's Tower erhalten. Er wurde wie die anderen nicht mehr genutzten Türme an die lokalen Behörden übergeben.
Seit dem Ende der britischen Kolonialherrschaft wurde der Turm von den Armed Forces of Malta genutzt.